# Tirpitzia sinensis
Tirpitzia sinensis là một loài thực vật có hoa trong họ Linaceae. Loài này được (Hemsl.) Hallier f. miêu tả khoa học đầu tiên năm 1923.